# Planinska koča na Vojah
Planinska koča na Vojah (690 m) je planinska postojanka, ki stoji na sredi doline Voje, kjer se končuje gozd in pričnejo obsežni pašniki. V bližini se nahaja naravna znamenitost - ledeniško oblikovana korita Mostnice. Zanimiva sta tudi slapova Mostnice in Krope. Koča je bila zgrajena 22. julija 1982, imenovana po Bohinjskih prvoborcih. Sedanje ime je dobila leta 1994. Upravlja jo PD Srednja vas v Bohinju.

## Dostopi
- 0.45 h: iz Stare Fužine (Bohinj), po cesti
- 0.45 h: iz Stare Fužine, mimo korit Mostnice

## Prehodi
- 2 h: do Kosijevega doma na Vogarju (1054 m)
- 1.30 h: do Planinske koče na Uskovnici (1154 m)
- 3 h: do Vodnikovega doma na Velem polju (1817 m)

## Vzponi na vrhove
- 4 h: Debeli vrh (2390 m), mimo Planine Krstenice (1670 m), čez Lazovški preval (1966 m)
- 5-6 h: Škednjovec (2309 m), mimo Planine Krstenice
- 4 h: Tosc (2275 m)